# Gare de Besançon-Mouillère
Gare de Besançon-Mouillère vasútállomás Franciaországban, Besançon településen.

## Vasútvonalak
Az állomást az alábbi vasútvonalak érintik:
- Besançon-Viotte–Le Locle-vasútvonal

## Kapcsolódó állomások
A vasútállomáshoz az alábbi állomások vannak a legközelebb:
- Gare de Besançon-Viotte (Besançon-Viotte–Le Locle-vasútvonal)
- Gare de Morre (Besançon-Viotte–Le Locle-vasútvonal)